# Willemetia stipitata
Willemetia stipitata là một loài thực vật có hoa trong họ Cúc. Loài này được (Jacq.) miêu tả khoa học đầu tiên năm 1882.